# Maurice Spronck
Pour les articles homonymes, voir Spronck.
Maurice Spronck, né le 18 février 1861 à Paris et mort le 28 novembre 1921 dans la même ville, est un écrivain, journaliste et homme politique nationaliste français. 
Il est surtout connu pour avoir écrit, en 1894, "L'an 330 de la République, XXIIe de l'ère chrétienne", une dystopie décrivant l'invasion inarrêtable par des "hordes" musulmanes et asiatiques d'une Europe devenue décadente.

## Biographie
Né en 1861, Maurice Spronck réalise ses études classiques pour par la suite suivre les cours de la Faculté de Droit de Paris. Après avoir prêté serment en 1883 devant la Cour d'appel, il devient président de la Conférence Molé-Tocqueville en 1889 et se tourne rapidement vers le journalisme en collaborant notamment à la Revue des deux mondes et au Journal des débats.

### Le Nationalisme et "L'an 330 de la République"
Homme de droite, il milite d’abord à l’Association Nationale Républicaine, puis à la Ligue des patriotes de Paul Déroulède. A la toute fin du siècle, il participe à la fondation de l’Action Française, et en invente l’un des slogans dans un article d’août 1899 où il écrit que « le nationalisme n’est pas un parti, c’est un état d’esprit ». Mais Spronck, s’il exècre le régime parlementaire, n’en demeure pas moins républicain, et réticent aux thèses monarchistes défendues, au sein de l’Action Française naissante, par Charles Maurras: 
« L’impression qui se dégage », écrit-il à cette époque, c’est que « la royauté s’en va. Et elle s’en va, non pas seulement (…) parce que les institutions et les sentiments monarchiques n’existent plus chez les peuples, mais aussi parce qu’ils ne semblent plus guère exister chez les monarques eux-mêmes. »
À cet angoisse qui, dans son premier ouvrage, évoquait déjà les menaces pesant sur « la civilisation européenne », les cataclysmes et les « guerres exterminatrices de race à race, (…) sous lesquels il ne serait pas impossible que disparût le vieux monde », une hypothèse qu'il développe en 1894 dans son chef-d’œuvre, L'an 330 de la République, l’idée d’une restauration monarchique paraît illusoire. En désaccord avec l’évolution de l’Action Française en train de se convertir au royalisme, Spronck adhère à la Ligue de la Patrie Française, créée en 1899 sous l’égide des écrivains Maurice Barrès et Jules Lemaître. C’est sous cette étiquette qu’il sera élu en 1902 député du sixième arrondissement de Paris où il sera réélu sans interruption jusqu’en 1919 ; en 1904, devenu membre de l’Action Libérale, il s’éloigne de la Ligue de la Patrie Française sans pour autant renier ses convictions de jeunesse .
Jusqu’à sa mort en 1921, Spronck se rattache en effet à un courant « réactionnaire », même s'il se situe sur le versant pré-fasciste de celui-ci, du côté du romantisme, du nietzschéisme  et de l’obsession du déclin. Du côté, également, d’un culte de la Force débouchant sur une misogynie qui (même à l’époque) dut passer pour extravagante, sur un vitalisme forcené  et sur un anti-intellectualisme aussi implacable que paradoxal.

## Sources
- « Maurice Spronck », dans le Dictionnaire des parlementaires français (1889-1940), sous la direction de Jean Jolly, PUF, 1960 [détail de l’édition]